# Derolus girardi
Derolus girardi là một loài bọ cánh cứng trong họ Cerambycidae.